# Richilde hainaut-i grófnő
Richilde (kb. 1031 – 1086. március 15.) középkori frank nemesasszony, 1049–1055 között a németalföldi Hainaut grófnője.

## Élete
Richilde szülei nem ismertek, de számos utalás található a forrásokban: a Chronicon Hanoniense szerint a korábbi valenciennes-i gróf utóda és örököse. A Flandria Generosa szerint Richilde IX. Leó pápa rokona volt, amikor beszámolt arról, hogy Engelbert, Cambrai püspöke kiátkozta Balduint második házassága miatt, de a pápa feloldotta büntetését. Ennek alapján apja Regnier de Hasnon, Valenciennes őrgrófja 1045-1048 között, és Richilde örökölte az őrgrófi címet.
Egyes korabeli források alapján apja V. Reginár hainaut-i gróf volt. A korabeli forrásokat feltehetően az vezette félre, hogy Hermann után Richilde örökölte az Hainaut-i grófságot, amit utána második férjére, Balduinra és gyermekeire hagyott. Ez mindenesetre összhangban állt a korabeli Flandriában uralkodó örökösödési joggal, amely szerint az egyik házastárs örökölte az elhunyt házastárs minden vagyonát, amennyiben a házasságból gyermek született. Richilde második férje, Balduin, pontosan ilyen örökösödési szabályokat adott meg a Geraardsbergen-nek kiadott alkotmányában.
Kb. 1040-ben házasodott össze Hermann hainaut-i gróffal, majd Hermann 1049-es halála után Richilde örökölte Hainaut grófságot (és az is elképzelhető, hogy már férje életében társuralkodó volt). 1051-ben ismét megházasodott, második férje Balduin, a későbbi flamand gróf volt. Férje 1055-ben felesége jogán (de iure uxoris) felvette az Hainaut grófja címet és ezt a második házasságból származó gyermekek is örökölték. Balduin 1067-ben VI. Balduin néven örökölte a Flamand Grófságot. Három évvel később Balduin is meghalt, de előtte megeskette bátyját, Fríz Róbertet, hogy tiszteletben tartja második, Richilde-vel kötött házasságából származó gyermekei jogát az öröklésre. A flamand és hainaut-i grófi címeket nagyobbik fia, Arnulf örökölte anyja régenssége mellett, de Róbert esküjét megszegve felkelést indított ellenük.
Richilde ekkor harmadszor is megházasodott, férje William FitzOsbern, a normannok által meghódított Anglia egyik leghatalmasabb grófja. Újdonsült felesége megsegítésére William átkelt a La Manche-csatornán; I. Fülöp francia király is küldött segítséget, de mindezek ellenére Richilde és Arnulf serege vereséget szenvedett az 1071. február 22-én vívott casseli csatában. Arnulf és William meghalt, Richilde-t foglyul ejtették Róbert katonái, de maga Róbert is fogságba esett. Richilde kiszabadulása után második fiához, Balduinhoz csatlakozott, aki átvette Hainaut grófságát és anyjával együtt számos, sikertelen kísérletet indítottak Flandria visszaszerzésére. 1072-ben beleegyezett, hogy Hainaut grófság a Liège-i Püspökség hűbérese legyen, a püspök-herceg segítségéért cserébe, de Obourg közelében ismét vereséget szenvedtek.
1082-ben Rómába zarándokolt. 1086-ban bekövetkezett haláláig fiával együtt uralkodott Hainaut-ban.

## Családja és leszármazottai
Első férjével, Hermannal kötött házasságából két gyermeke ismert:
- Roger (? – 1093), a feljegyzések szerint testi fogyatékos volt és a papi pályára lépett.[11][12] Roger, feltehetően fogyatékossága miatt, nem örökölte a grófi címet, amely anyjának második házasságából származó gyermekeire szállt.
- ismeretlen lánygyermek (Ágnes?) (? – 1071 után) Az Annales Hanoniæ utal Hermann és Richilde lánygyermekére és megadja, hogy Benedek-rendi apáca lett belőle.[13] III. Arnulf flamand gróf, Roger féltestvére, utal egy 1071-ben kiadott oklevelében Ágnes nővérére.[14]

Második férjével, Balduinnal kötött házasságából két gyermek ismert:
- Arnulf (1055 – 1071. február 22.)[15] Apja 1070-ben bekövetkezett halála után örökölte a flamand és az hainaut-i grófi címeket III. Arnulf néven, de anyja uralkodott helyette, mint régens. Nagybátyja, Fríz Róbert felkelést indított ellene, és anyja harmadik férjétől, William FitzOsbern-től és I. Fülöp francia királytól érkező erősítés ellenére az 1071. február 22-én vívott casseli csatában vereséget szenvedett és életét vesztette.[9]
- Balduin (1056 – 1098)[15][16] Bátyja 1071-es halála után örökölte Hainaut grófságát II. Balduin néven, de Flandriát ekkor már Fríz Róbert uralta.

Richilde harmadik házasságából nem született gyermek.